# Phalarope à bec étroit
Phalaropus lobatus
Espèce
Statut de conservation UICN

 LC  : Préoccupation mineure
Le Phalarope à bec étroit (Phalaropus lobatus) ou phalarope hyperboré, est une espèce d'oiseaux de la famille des Scolopacidae.

## Description

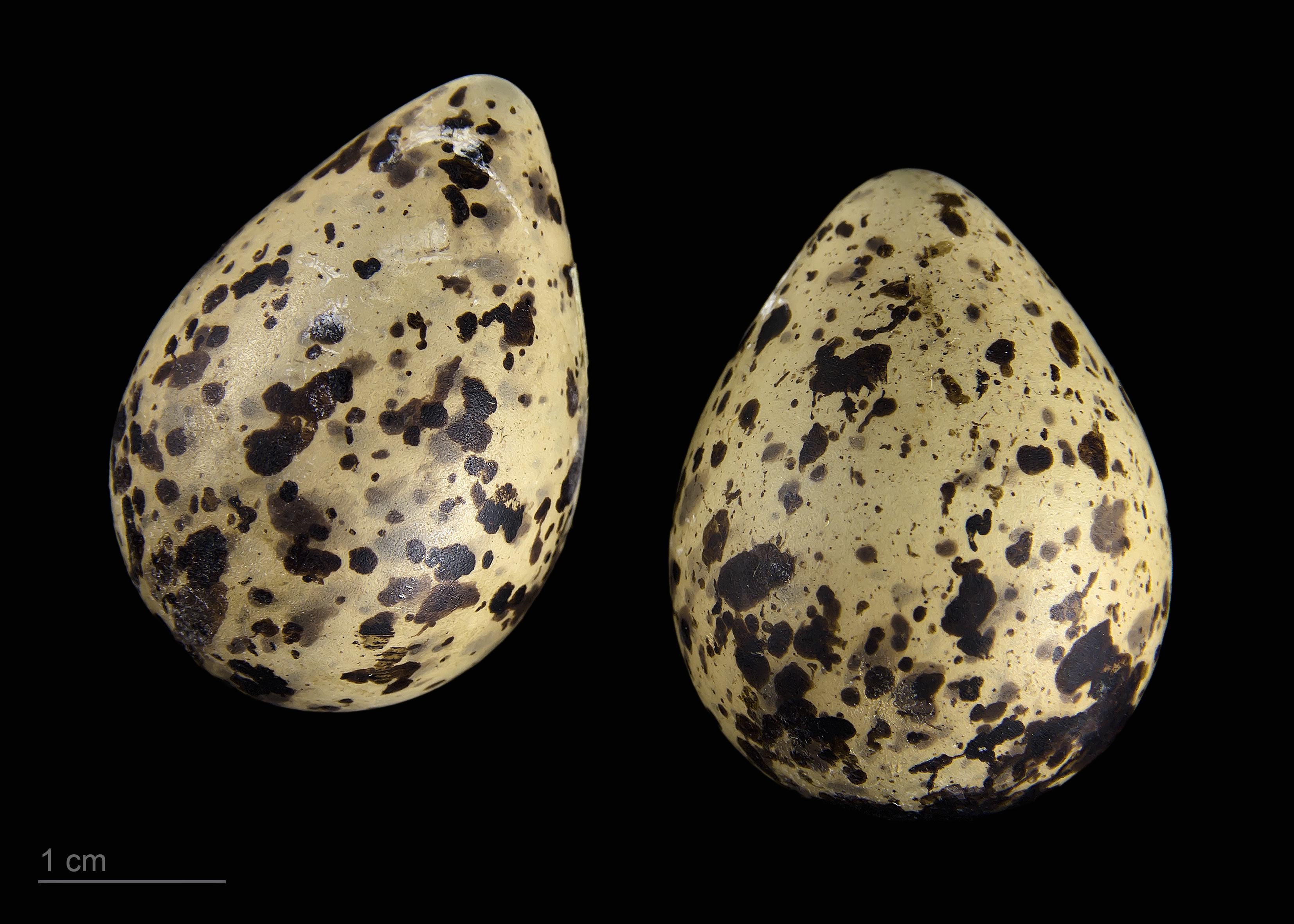
Phalaropus lobatus - MHNT

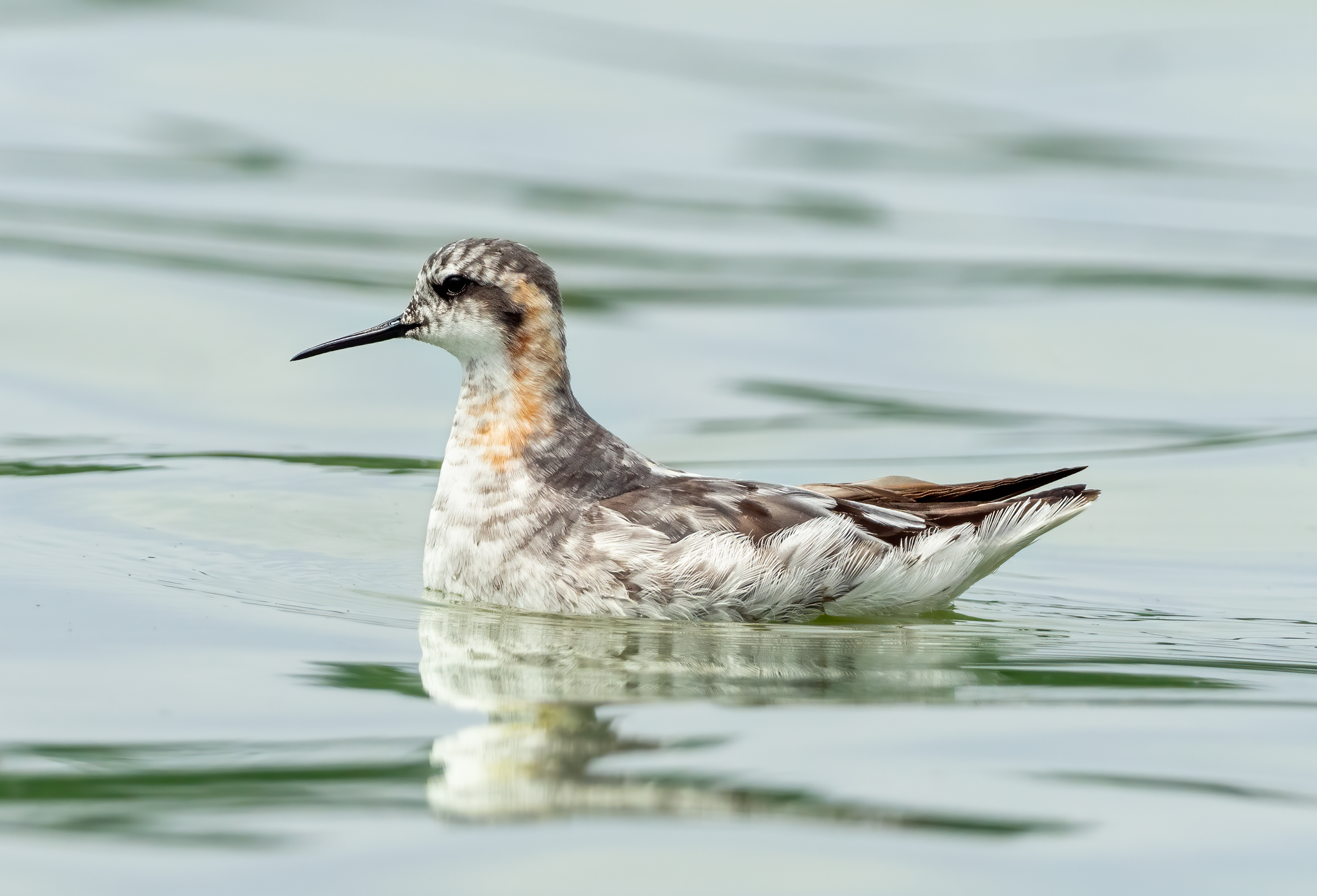
Un phalarope à bec étroit, probablement femelle, dans un refuge en Baie de Jamaica, États-Unis. Aout 2021.

C'est une espèce polyandre et les femelles sont plus colorées et grandes que les mâles. Des combats violents entre femelles peuvent avoir lieu pour la maîtrise de territoires et des mâles qui les occupent.

## Habitat et répartition

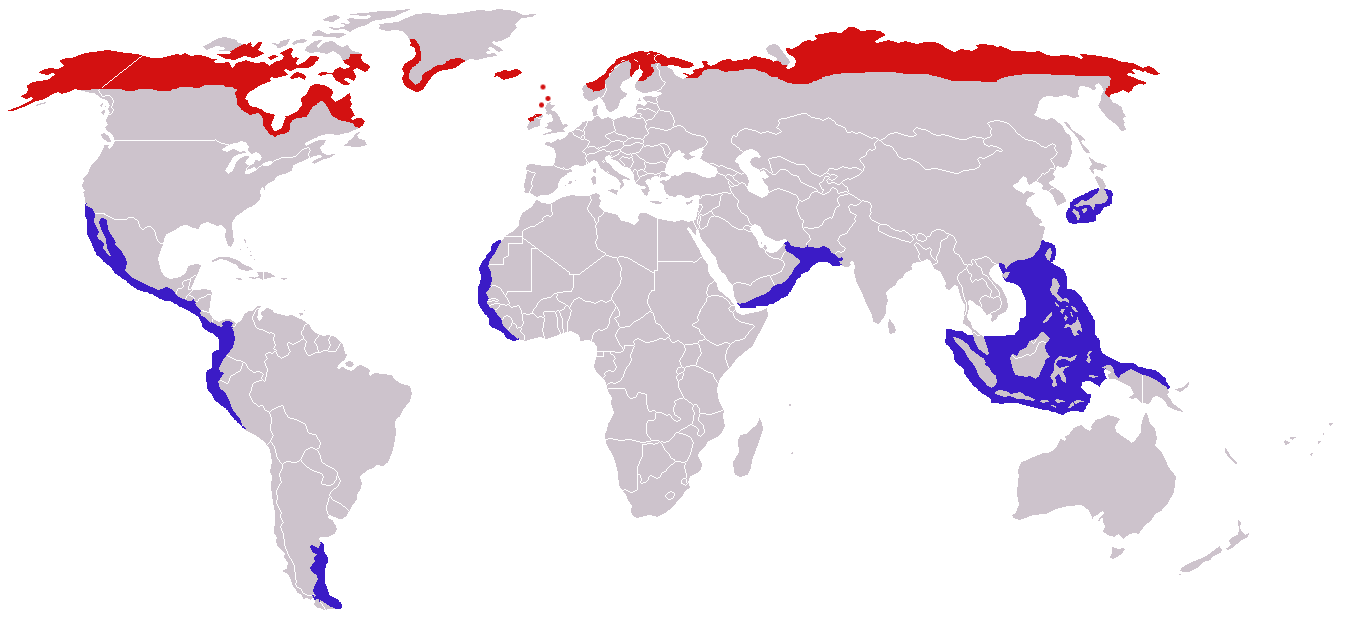
zone de nidification
habitat d’hiver

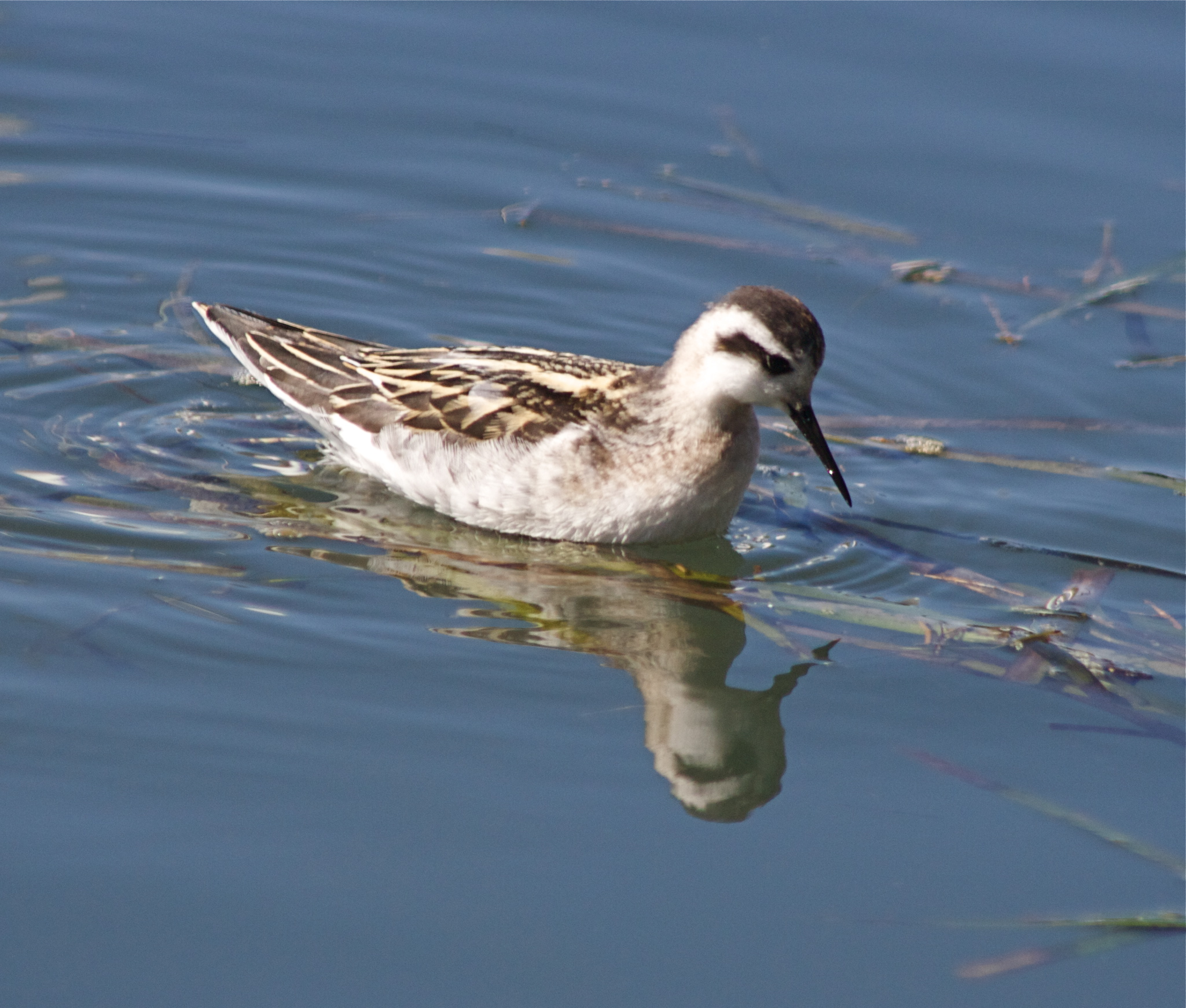
plumage d'hiver

Il habite les régions arctiques et subarctiques.

## Mensurations
Il mesure 18 - 19 cm pour un poids de 20 - 48 g et une envergure de 32 - 41 cm.

## Alimentation
Il se nourrit entre autres d'insectes : diptères, trichoptères, etc.

## Longévité
L'actuel record de capture-recapture d'un Phalarope à bec étroit est de 11 ans (oiseau bagué au Royaume-Uni et recapturé 11 ans après). Le record précédent était de 10 ans.

## Protection
Le Phalarope à bec étroit est inscrit à l'annexe I de la directive Oiseaux de l'Union européenne.